# 차 (음료)

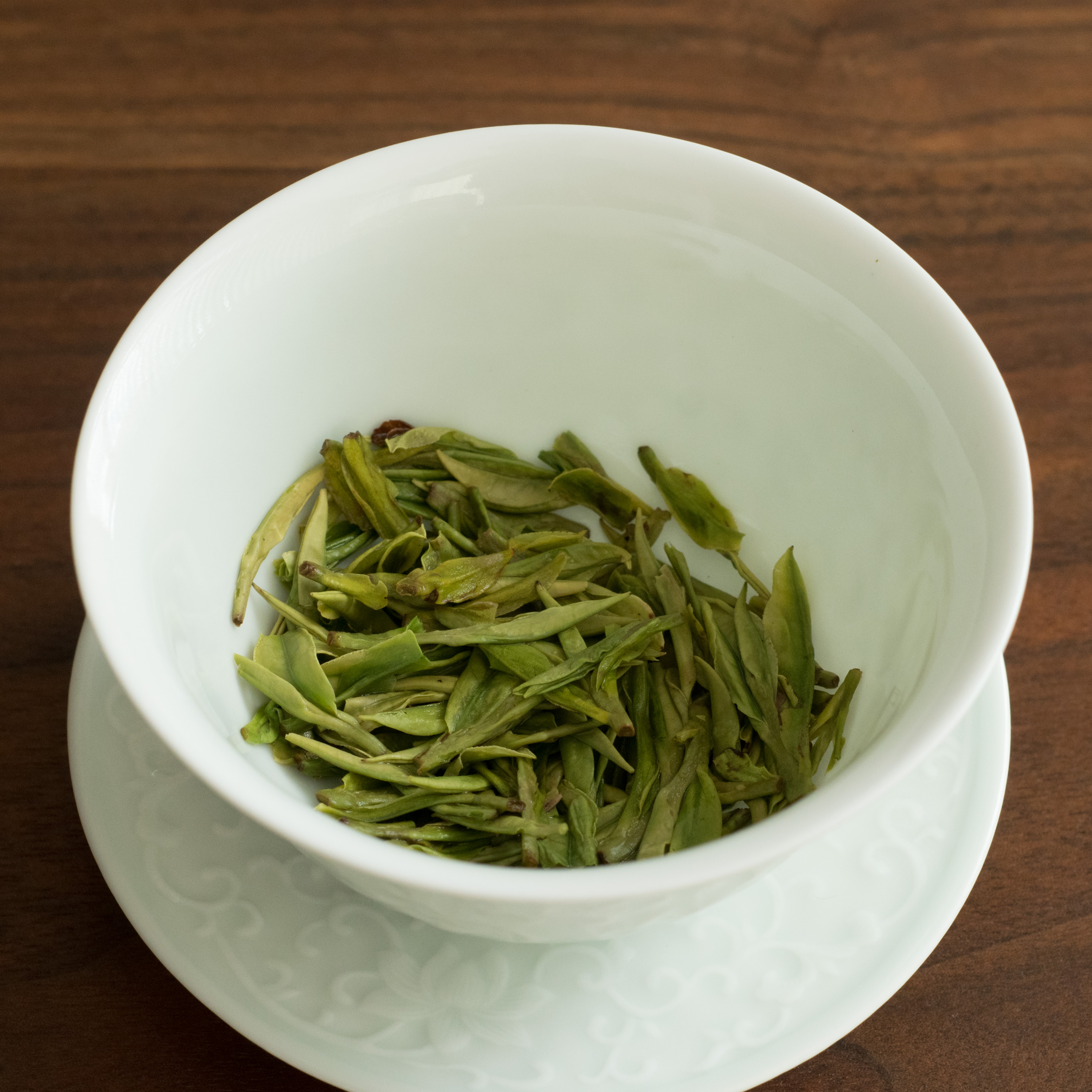

차(茶)는 차나무잎을 우려낸 음료이다. 일반적으로 식물을 우려낸 음료를 차라 부르기도 한다.

## 어원
한국어의 차(茶), 일본어의 차(茶; ちゃ), 표준 중국어의 차(茶), 튀르키예어의 차이(çay), 힌디어의 차이(चाय), 포르투갈어의 샤(chá) 등 구개음화된 발음과, 한국어의 다(茶), 영어의 티(tea), 독일어의 테(Tee), 프랑스어의 테(thé), 스페인어의 테(té), 이탈리아어의 테(tè) 등 구개음화되지 않은 파열음 계열의 발음 모두 중국티베트조어 *s-la(茶)에 그 기원을 둔다. 서양 언어들의 t- 계열 발음은 민남어 떼(tê; 茶)에 그 어원이 있으며, 송원(宋元) 시대 취안저우(泉州)를 "동방제일의 항구"라고 부른 것과 밀접한 관계가 있다. 한국어의 다(茶)는 차나무가 수입된 시기 중세 중국어의 발음인 /ɖˠa/에서 유래한 것으로 여겨진다.

## 역사

### 중국
차를 최초로 발견한 사람은 신농이라는 전설이 있다. 또는 중국의 명의 편작의 무덤에서 차 나무가 자라났다는 설, 보리달마의 눈꺼풀로부터 차나무가 자라났다는 설 등 차의 기원에 관한 전설은 여러 가지가 있다.
차나무의 기원은 보통 히말라야나 중국의 운남으로 여겨지는 경우가 많으며 초기에는 후추 등의 향신료처럼 음식에 넣는 감미료로 많이 사용되었다. 또 약으로 이뇨와 거담에 쓰였다. 진나라 전에 문헌에 茶(차) 대신에   荼(도)가 대신 쓰였는데 씀바귀 즉 쓴차라는 의미였다. 육우에 의해 차를 마시는 방법은 집대성되고 차가 다른 음식으로부터 독립해서 독자적인 문화로 자라기에 이른다.
삼국시대에 이르러 차로 손님을 접대하는 풍습이 점차 유행하였고, 위진시대 청담가들은 차로써 청렴을 기른다는 사상을 제창하며 차를 본격적으로 즐기기 시작되었는데, 이는 차는 술과 달리 오래 마셔도 맑을 정신을 유지할 수 있기 때문이었다.
당나라 시대에는 차를 끓여 마시는 풍습(자차법, 煮茶法)이 주였다. 송나라 시대가 되면서 차를 구운 뒤 잘게 부수어 가루로 만들고 체에 걸러 여기에 끓는 물을 부어 걸쭉한 차를 마시는 점차법(点茶法)이 주를 이루게 된다. 점차법은 후에 일본으로 건너가 말차법이 된다. 송나라 시대에 전세계로 차가 수출되면서 현대의 차 산지와 당시의 차 산지가 거의 일치하는 상황이다.
명나라 태조 때는 차의 위상이 더욱 높아졌다. 차와 차 무역을 관리하는 관직까지 생겨났다. 태조는 덩어리 형태로 만드는 단차(團茶)를 폐지하고 엽차(葉茶)를 생산하기 시작했다. 이에 따라 증기를 이용해 차를 만들던 증청(蒸靑) 방식이 줄어들고 솥을 이용해 차를 만드는 초청(炒靑) 방식으로 차 만드는 방법에 변화가 오게 된다. 초청 방식으로 만들면 찻잎의 모습을 원래대로 보존하면서 차를 만들기 좋다. 이때 차를 마시는 방법도 찻잎에 뜨거운 물을 부어 마시는 현대의 방식과 비슷해졌다. 자사호와 개완도 이때 발전했다.
청나라 시대에는 중국차가 본격적으로 서양에 수출되기 시작하면서 현재의 6대 차류가 정립됐다.
녹차는 카페인 함유 음료로 인간에게 중독성을 일으킨다.
여타의 식물의 독처럼 엽차에도 카페인을 비롯한 독성이 체질에 따라서는 매우 건강에 해를 끼친다.
담배와 마찬가지로 중독성의 식품들은 공통적인 추앙의 심리가 인간사회에 형성된다.
그럴듯한 추앙 시로 녹차의 상시 음용을 미화하지만, 카페인의 해악을 기억하며 적절한 양을 음용 해야 한다.

### 한국
신라의 선덕여왕이 차 문화를 가져 왔고, 흥덕왕은 3년차에 진 다롄을 당에 보내어 씨를 받아 지리산 (상경사 일대)에 심었다. 지리산 남쪽).우리나라는 삼국시대에 고구려의 승려들을 통해서 전해진 것이거나 수로왕의 부인이었던 허씨가 아유타국(지금의 인도)에서 씨를 들고 온 것이라 여겨지는 두가지 설이 있다. 확실한 기록은 신라 흥덕왕때 당 문종에게서 선물로 받은 차나무 씨앗을 지리산에 심었다는 것이다. 고구려의 고분에서는 차가 출토되었으며 하동 지역에는 최고령 차나무가 존재하며 수령은 신라시대에 거의 닿는다. 오늘날에도 자주 일어나는 일에 대해서 일상다반사(日常茶飯事)라는 말이 널리 쓰일만큼 고려시대까지 차문화가 번성했으며 대부분 귀족과 승려층에서 소비되었다. 고려시대에는 성종 때부터 다방이라는 관청이 있었으며 차와 관련된 왕가의 의식 및 약과 술 등을 다루었고 국가의 제사의식때 쓸 차를 관리했다.
고려시대부터 차에 상표나 부르는 이름이 생겼으며 차가 생산되는 지역에서는 다세제도가 생겨 일정한 수준의 차를 세금으로 걷고 등급을 붙었는데 눈이 내릴 때 들짐승을 피해 산에 올라가서 싹을 따서 여러차례 수작업을 거쳐서 진상해야하는 물건인 만큼 주민들이 차때문에 농사를 망치는 사태가 벌어져 이규보나 이제현 등의 당대 문신들로부터 상소가 빈번히 올라간 기록이 있다. 주민들은 산에 들어가 차나무를 없애서 차를 생산하지 않거나 차농사를 짓고 나머지 농사는 망치는일이 벌어졌다.이런 유래로 녹차는 작설차라는 이름으로 보다 잘 알려져 있으며 이제현이나 원천석 등의 싯구에서 차에 대해 표현하는 어구이다.
조선 세조의 숭유억불정책의 영향으로 차를 가장 많이 사용하고 보급하던 승려층이 권력계급에서 사라지게 되면서 차문화의 주도권은 양반가와 정부로 넘어가게 된다. 다방제도는 유지되었으며 차례를 관할하게 되었고 궁내에는 다시가 있어 모두 모여서 차를 마시는 시간이 있었으나 검약을 추구했던 유교 문화의 영향으로 사치품이었던 차는 일상적인 음다 문화의 중심에 나타나지 않게 되고 다과상에는 여러 가지 대용차가 나타나기 시작한다. 조선 후기인 약 16세기경에 들어 선비들과 승려들간에 문인으로서의 교류가 활발해지면서 차문화는 다시 시류의 중앙으로 돌아오게 된다. 다성으로 불리는 초의선사 의선의 동다송과 같은 역작도 나타나는 것도 이 시점으로 정약용과 김정희 등의 문인들에게 많은 영향을 미치게 된다.
지리산 일대를 따라 조성되었던 녹차 산지는 일제강점기를 거치면서 큰 변화를 맞이하게 된다. 이 일대의 지주였던 양반가가 몰락하고 당장 먹을 것이 귀해지면서 차나무를 방치하게 되는 한편, 일본인들이 보성과 광주 일대의 땅을 매입하여 녹차농장을 한국에 조성하려 했기 때문이다.해방 후 국가에서 해당 토지를 환수하여 일제 강점기 이전에 소유하고 있던 사람들에게 돌려주게 됨에 따라 원래 지주의 손에 돌아가게 된다. 전란 후에는 주로 차를 만들던 사찰을 중심으로 해당 지역 농민들에게 차를 만드는 법을 가르치거나 차밭을 일구는 형태로 해당 지역 기간산업을 일으키는 일이 많아져서 이후 새로운 다원들의 토대가 된다.
따라서 한국의 녹차밭은 운남 소엽종이 토착화한 재래종과 일본 시즈오카에서 유래한 대엽종인 야부기다종이 재배가 시작된 시점에 따라 서로 다른 지역에서 나타난다. 일반적으로 보성, 광주 일대와 서귀포 부근에 있는 조성된 차밭은 야부기다종이, 지리산 남쪽을 따라서 경남 일대 산야에는 재래종이 자생하는 것으로 여겨지고 있으나 일정하지는 않다. 최근에 대단위로 조성이 된 제주 녹차의 경우 후슌과 야부기다종이 주로 심어진 것으로 알려져 있다.
차나무 잎을 이용해서 만든 차와 한방에서 유래한 한방차 혹은 대용차로 불리는 차가 존재한다. 일반적으로 이야기하는 차는 차나무 잎을 이용해서 만든 차이다.

## 분류

### 수확시기에 따른 분류

#### 첫물차
우전으로 많이 불리는 곡우(穀雨) 이전에 따는 찻잎을 말한다.위도에 따라서 시기는 남쪽으로 갈수록 더 이르지만 일본에서는 차광재배까지 함께한 교쿠로가 이 잎으로 출시되며 홍차에서는 퍼스트 플러시(First Flush)로 분류한다. 찻잎이 순만 나와있거나 한장만 붙어있는 작은 상태이기 때문에 따고 덖는데 섬세한 공정이 요구되며 어떤 경우에는 덖지 않는다. 보통 찻잎이 아직 뾰족하게 순만 나와있거나 하나이상 붙어있지 않은 경우가 많다. 이 순에 희게 털이 돋아있기 때문에 백호Pecho라고 하며 인도나 중국쪽에서는 이 순만 따서 은침차를 제작하거나 퍼스트 플러시급중 다원명을 건 상급차를 만들 때 사용한다. 찻잎에서 카테킨 성분과 카페인 성분이 가장 많은 시기라서 선호되는 찻잎이 나오는 시기에 속한다.

#### 두물차
세컨드 플러시(Second Flush)라고 불리는 찻잎으로 한국에서는 곡우 이후에 자란 싹으로 만드는 첫차이며 여름에 작업한다. 세작급의 녹차를 만드는 데 사용되며 보통 차맛이 제대로 나는 찻잎은 이즈음부터이다. 찻잎이 순을 포함 두장은 붙어있지 않는 경우가 많다. 그해의 작황에 따라 다르나, 두물차는 첫물찻잎에 비해 많이 자란 상태이기 때문에 차를 제조하는 과정에서 망가지는 비율이 적으면서 비교적 좋은 맛을 내는 편이기 때문에 가장 무난하고 실패없이 구입할 수 있는 차에 속한다.

#### 세물차
중작급으로 분류되며 세 번째로 딴 잎이다. 잎이 단단해지고 맛이나 카페인의 함량이 내려가기 때문에 작황에 따라서는 따로 중작급으로 포장이 되어서 나오기도 한다. 카페인 함량이 낮으면서 아직 역해서 녹차향을 잘 간직한 편이기 때문에 생활에서 소비하기 좋은 찻잎이다. 세장이상의 찻잎이 순과 함께 붙어있다.

#### 네물차
대작급으로 분류되며 수확시기보다는 잎의 크기에 따라 분류된다. 찻잎이 단단해지고 잎이 커서 분쇄해서 주로 사용한다. 분쇄를 하지 않는다면 우리기보다는 넣고 끓이는 제다법이 더 적합하고 카페인의 양이 매우 적으며 고소하다.

### 발효정도에 따른 분류

#### 녹차
녹차 전혀 산화되지 않아 녹색이 도는 차. 한국, 중국, 일본에서 주로 마시는 녹차가 이에 해당한다.
- 녹차(綠茶, Green tea)

#### 반발효차
반발효차 10~70% 정도 산화된 차. 청록색 또는 그보다 진한 색을 띤다.
- 우롱차 (烏龍茶, Oolong) = 청차
- 황차(黃茶): 녹차를 발효시킨 것을 일컬음.

#### 발효차
- 홍차(紅茶, Black tea)

발효되어 검은빛이 도는 차. 위조-유념-발효의 공정을 거쳐 만든 차로 찻물 색은 붉은빛을 띤다. 중국의 기문이 잘 알려져 있는 홍차다.
- 흑차(黑茶) = 보이차

긴 시간을 거쳐 발효가 많이 진행된 차. 찻잎을 익힌 다음 적절한 수분과 온도를 유지해 먼저 발효시킨 다음 차 모양을 만들어 더 숙성시킨다. 이를 악퇴발효라고도 한다.

### 가공 상태에 따른 분류

#### 부초차
차를 따서 말린 다음 자연적으로 건조시켜 차솥에 덖은 차를 말한다. 일반적으로 흔히 잎차로 접할 수 있는 차이다.

#### 증제차
찻잎을 한번 쪄서 덖는 것을 말한다. 찌는 방법으로는 시루에 찌는 법, 데치는 법, 볶아서 찌는 법 등 다양하며 찌는 정도에 따라서도 차의 맛이 많이 달라지게 된다. 일본차들은 녹차를 녹색으로 우리고 찻잎의 색 역시 더 푸르게 만드는 가공이 주이기 대부분 수증기에 쪄서 파랗고 무른 찻잎으로 만드는 것으로 알려져 있으며 찻물 역시 좀 더 푸르다.

#### 발효차
찻잎을 다양한 형태로 발효시켜 만드는 차로, 발효 방법외에도 발효의 정도와 찻잎을 덖기 전에 발효시키는 것과 덖은 후에 발효시키는 등의 차이가 있다.

#### 떡차/병차
찻잎을 짓이기거나 가루를 내서 압축해서 벽돌이나 떡 모양으로 만든 차를 말하며 동전 모양으로 만든 돈차 역시 이에 해당한다. 덩어리진 내부에서 영양성분을 적절히 간직한 상태에서 서서히 발효되기 때문에 특히 발효차 계열에서는 병차의 짓이긴 상태에 따라서 차의 가치가 달라지고 장기적으로는 맛이 변하기도 한다. 가장 오래된 차의 유통법이기도 하다.

#### 가루차/말차
병차를 갈아서 마시는 전통적인 방법과 잎차를 미리 갈아놓은 일본쪽의 방법 두가지가 존재한다. 가루차는 차 가공의 한 형태이기는 하지만 원래는 행다법의 일부이기도 하다. 즉, 전통적인 방법으로 먹는 가루차는 당,송대에 개발된 방법으로 원래의 형태가 병차이고 차를 마실 때 차를 갈기위한 작은 맷돌에 그 자리에서 갈아서 마신다.

#### 분쇄차
엄밀히 말하면 가공 상태라고 하기는 곤란하지만, 일부러 분쇄가공을 하는 경우도 있기 때문에 따로 분류할 수 있다. 원래는 제작하는 과정 중에 만들어진 부스러기나 저급 찻잎을 이용해서 만드는 덕용차에 주로 사용되는 방법이나 분쇄를 할 경우 더 잘 우러나기 때문에 현재는 고급 찻잎을 일부러 분쇄해서 티백에 넣는 경우도 있다.

### 지역별 차

#### 중국의 차

##### 타이완과 중국의 10대명차
국립 타이완 대학 농업계 천원화이(중국어: 陳文懷, 병음: Chén Wénhuái, 한자음: 진문회) 교수가 쓴 차의 품음예술(중국어: 茶的品飲藝術)에서 타이완과 중국의 10대 명차를 손꼽았는데, 타이완과 중국에서도 널리 인용되고 있다. 그가 꼽은 목록은 다음과 같았다.
1. 용정차(龍井茶); 녹차; 저장성 항저우 시후
2. 철관음(鐵觀音); 청차; 푸젠성 안계현
3. 몽정차(蒙頂茶); 황차; 쓰촨성 몽산(蒙山)
4. 벽라춘(碧螺春); 녹차; 장쑤성 수저우 오현(吳縣) 타이호 동정산 (洞庭山)
5. 모봉차(毛峰茶); 녹차; 안후이성 황 산
6. 백호은침(白毫銀針); 백차; 푸젠성 복정현 / 정화현
7. 동정오룡(凍頂烏龍); 청차; 타이완 녹곡향(鹿谷鄕)
8. 군산은침(君山銀針); 황차; 후난성 둥팅호 군산(君山)
9. 기문 홍차(祁門紅茶); 홍차; 안후이성 기문현(祁門)
10. 보이차(普洱茶); 흑차; 윈난성 쓰마오(思茅)

그는 명차가 되기 위한 조건으로 다음과 같이 손 꼽았다.
1. 사람들의 사랑을 받아야 한다.
2. 사회적으로 진귀하게 느껴져야 한다.
3. 수려한 명승고적과 아름다운 이야기가 있어야 한다.
4. 우수한 차나무와 가공 기술이 있어야 한다.
5. 독특한 차의 품격이 있어야 한다.
6. 문인들의 시나 소설에 끊임없이 등장해야 한다.

혹자는 몽정차를 빼고, 청차인 우이 산 대홍포(大紅袍)를 손꼽기도 하는데, 무이암차 중 최고로 손꼽히는 대홍포도 손색이 없이 훌륭한 차임에는 틀림없다.

##### 6대 차류
청나라 시대 이후 여섯 가지 차의 대분류가 생겨났는데 이를 6대 차류라고 한다. 6대 차류를 구분하는 기준은 차를 만드는 방식과 이에 따른 특성에 따른 것이다. 다음의 여섯 가지가 있다.
- 녹차
- 백차
- 황차
- 청차
- 홍차
- 흑차

#### 유럽의 차
- 영국은 홍차와 우유를 섞는 밀크티(Milk Tea)를 마신다.

## 제조법
차의 제조는 여러 단계를 거쳐야 한다. 그 과정에는 살청(殺靑), 유념(揉捻), 건조, 위조(萎凋), 민황(悶黃), 발효, 악퇴(渥堆)가 있다. 중국의 6대 차류를 기준으로 하면 이 과정들이 모든 차에 다 들어가는 것이 아니고, 어떤 차에는 들어가고 어떤 차에는 안 들어가기도 한다.
살청은 잎의 효소 활동을 억제해 발효가 되는 것을 막는 과정이다. 살청을 통해 만들어지는 대표적인 차는 불발효차인 녹차이다. 유념은 찻잎을 비비는 과정을 말한다. 위조는 쉽게 말해 찻잎을 시들게 하는 과정이다. 위조를 통해 찻잎의 수분이 일부 증발하게 된다. 위조를 하는 대표적인 차는 백차이다. 민황은 고온의 증기를 찻잎에 쐬어 차에 화학변화를 주는 과정이다. 민황을 거치는 차는 대표적으로 황차가 있다. 발효 과정을 거치는 차는 대표적으로 청차, 홍차가 있다. 청차는 살청과 발효를 한 차이고, 홍차는 위조, 유념, 발효, 건조를 거친다는 차이점이 있다. 악퇴는 차를 쌓아두고 습기와 열을 가하는 것으로, 이 과정을 거치는 대표적인 차가 흑차이다.

## 찻잎의 사용
다 사용하고 난 찻잎은 식물 비료로 사용하기도 한다.또한 다쓴 티백도 방향제나 가글물로도 재활용할 수 있다.

## 같이 보기
| - 커피 - 녹차 - 마테 - 홍차 | - 한국의 차 - 한국의 음료 - 한국의 차 의식 |

## 참고 문헌
- 조은아 (2012). 《중국차 이야기》. 살림출판사. ISBN 9788952219374.